# Storm Hunter
Storm Hunter z domu Sanders, (ur. 11 sierpnia 1994 w Rockhampton) – australijska tenisistka, zwyciężczyni US Open 2022 w grze mieszanej, finalistka Wimbledonu 2023 w deblu. Liderka rankingu deblowego WTA od 6 listopada 2023 roku.

## Kariera tenisowa
W 2010 roku po raz pierwszy zagrała w turnieju głównym rozgrywek singlowych cyklu ITF – w Bundaberg przegrała w pierwszej rundzie z Mari Inoue 6:3, 2:6, 1:6.
W karierze wygrała dwa turnieje w grze pojedynczej i trzynaście w grze podwójnej rangi ITF.
W zawodach cyklu WTA Tour Australijka wygrała sześć turniejów w grze podwójnej z czternastu rozegranych finałów.
W sezonie 2012 zadebiutowała w rozgrywkach wielkoszlemowych – rywalizowała w zawodach gry podwójnej na kortach Australian Open. Kolejne starty w Wielkim Szlemie zanotowała w latach 2013 i 2014, także w konkurencji deblowej w Melbourne. Za każdym razem przegrywała w swoim pierwszym meczu.
W sezonie 2014 wzięła również udział w turniejach gry pojedynczej i mieszanej na Australian Open, ale w obu przypadkach została pokonana w pierwszym meczu.
We wrześniu 2022 odniosła zwycięstwo w mikście podczas US Open, partnerując Johnowi Peersowi, z którym w finale pokonała parę Kirsten Flipkens–Édouard Roger-Vasselin 4:6, 6:4, 10–7.

## Życie prywatne
W listopadzie 2022 roku jej mężem został Loughlin Hunter.

## Historia występów wielkoszlemowych
Legenda
     W, wygrany turniej
     F, przegrana w finale
     SF, przegrana w półfinale
     QF, przegrana w ćwierćfinale
     xR, przegrana w x rundzie
     Qx, przegrana w x rundzie kwalifikacji
     A, brak startu
     NH, turniej nie odbył się

### Występy w grze pojedynczej
| Australian Open        | A | A | A   | Q1  | Q1  | 1R  | 1R  | 1R  | Q1  | A | A   | Q2  | Q1  | 1R  | 1R  | 3R  | A | 0 / 6  | 2 – 6  |  |  |  |  |  |  |  |
| French Open            | A | A | A   | A   | A   | Q1  | A   | A   | A   | A | A   | A   | 1R  | Q1  | 2R  | A   |   | 0 / 2  | 1 – 2  |  |  |  |  |  |  |  |
| Wimbledon              | A | A | A   | A   | A   | A   | A   | A   | A   | A | A   | NH  | Q3  | Q2  | 1R  | A   |   | 0 / 1  | 0 – 1  |  |  |  |  |  |  |  |
| US Open                | A | A | A   | A   | Q1  | A   | A   | A   | A   | A | A   | A   | 1R  | A   | 1R  | A   |   | 0 / 2  | 0 – 2  |  |  |  |  |  |  |  |
|                        |   |   |     |     |     |     |     |     |     |   |     |     |     |     |     |     |   |        |        |  |  |  |  |  |  |  |
| Ranking na koniec roku | – | – | 725 | 721 | 242 | 323 | 371 | 293 | 676 | – | 428 | 282 | 129 | 237 | 172 | 194 |   | 0 / 11 | 3 – 11 |  |  |  |  |  |  |  |

### Występy w grze podwójnej
| Australian Open        | A | A | A   | 1R  | 1R  | 1R  | 1R  | 2R  | 1R | 1R   | A   | 1R | 2R | QF | QF | SF | A | 0 / 12 | 12 – 12 |  |  |  |  |  |  |  |  |
| French Open            | A | A | A   | A   | A   | A   | A   | A   | A  | A    | 1R  | 1R | 2R | 2R | 3R | A  |   | 0 / 5  | 4 – 5   |  |  |  |  |  |  |  |  |
| Wimbledon              | A | A | A   | A   | A   | A   | A   | A   | 2R | A    | 1R  | NH | SF | 2R | F  | A  |   | 0 / 5  | 10 – 5  |  |  |  |  |  |  |  |  |
| US Open                | A | A | A   | A   | A   | A   | A   | A   | A  | A    | A   | 1R | QF | SF | 1R | A  |   | 0 / 4  | 7 – 4   |  |  |  |  |  |  |  |  |
|                        |   |   |     |     |     |     |     |     |    |      |     |    |    |    |    |    |   |        |         |  |  |  |  |  |  |  |  |
| Ranking na koniec roku | – | – | 432 | 545 | 280 | 262 | 242 | 134 | 68 | 1036 | 109 | 65 | 30 | 10 | 1  | 31 |   | 0 / 26 | 33 – 26 |  |  |  |  |  |  |  |  |

### Występy w grze mieszanej
| Australian Open | A | A | A | A | A | 1R | A | A | A | QF | A | 1R | SF | 1R | 1R | 2R | A | 0 / 7  | 6 – 7   |  |  |  |  |  |  |  |  |
| French Open     | A | A | A | A | A | A  | A | A | A | A  | A | NH | A  | 2R | 2R | A  |   | 0 / 2  | 2 – 2   |  |  |  |  |  |  |  |  |
| Wimbledon       | A | A | A | A | A | A  | A | A | A | A  | A | NH | A  | 1R | 1R | A  |   | 0 / 2  | 0 – 2   |  |  |  |  |  |  |  |  |
| US Open         | A | A | A | A | A | A  | A | A | A | A  | A | NH | 1R | W  | 1R | A  |   | 1 / 3  | 5 – 2   |  |  |  |  |  |  |  |  |
|                 |   |   |   |   |   |    |   |   |   |    |   |    |    |    |    |    |   |        |         |  |  |  |  |  |  |  |  |
|                 |   |   |   |   |   |    |   |   |   |    |   |    |    |    |    |    |   | 1 / 14 | 13 – 13 |  |  |  |  |  |  |  |  |

## Finały turniejów WTA
| Legenda                     | Legenda |
| --------------------------- | ------- |
| Wielki Szlem                |         |
| Igrzyska olimpijskie        |         |
| WTA Tour Championships      |         |
| 2009 – 2020                 |         |
| WTA Premier Mandatory       |         |
| WTA Premier 5               |         |
| WTA Premier                 |         |
| WTA International Series    |         |
| WTA 125K series (2012–2020) |         |
| od 2021                     |         |
| WTA 1000 (obowiązkowe)      |         |
| WTA 1000 (nieobowiązkowe)   |         |
| WTA 500                     |         |
| WTA 250                     |         |
| WTA 125                     |         |

### Gra podwójna 17 (8–9)
| Końcowy wynik | Nr | Data                 | Turniej      | Nawierzchnia | Partnerka          | Przeciwniczki                         | Wynik finału         |
| ------------- | -- | -------------------- | ------------ | ------------ | ------------------ | ------------------------------------- | -------------------- |
| Zwyciężczyni  | 1. | 18 czerwca 2017      | Nottingham   | Trawiasta    | Monique Adamczak   | Jocelyn Rae Laura Robson              | 6:4, 4:6, 10–4       |
| Finalistka    | 1. | 16 września 2017     | Tokio        | Twarda       | Monique Adamczak   | Shūko Aoyama Yang Zhaoxuan            | 0:6, 6:2, 5–10       |
| Finalistka    | 2. | 23 września 2017     | Kanton       | Twarda       | Monique Adamczak   | Elise Mertens Demi Schuurs            | 2:6, 3:6             |
| Zwyciężczyni  | 2. | 16 lutego 2020       | Hua Hin      | Twarda       | Arina Rodionowa    | Barbara Haas Ellen Perez              | 6:3, 6:3             |
| Finalistka    | 3. | 13 września 2020     | Stambuł      | Ceglana      | Ellen Perez        | Alexa Guarachi Desirae Krawczyk       | 1:6, 3:6             |
| Finalistka    | 4. | 18 kwietnia 2021     | Charleston   | Ceglana      | Ellen Perez        | Hailey Baptiste Catherine McNally     | 7:6(4), 4:6, 6–10    |
| Finalistka    | 5. | 13 czerwca 2021      | Nottingham   | Trawiasta    | Caroline Dolehide  | Ludmyła Kiczenok Makoto Ninomiya      | 4:6, 7:6(3), 8–10    |
| Zwyciężczyni  | 3. | 9 stycznia 2022      | Adelaide     | Twarda       | Ashleigh Barty     | Darija Jurak Schreiber Andreja Klepač | 6:1, 6:4             |
| Zwyciężczyni  | 4. | 19 czerwca 2022      | Berlin       | Trawiasta    | Kateřina Siniaková | Alizé Cornet Jil Teichmann            | 6:4, 6:3             |
| Zwyciężczyni  | 5. | 23 października 2022 | Guadalajara  | Twarda       | Luisa Stefani      | Anna Danilina Beatriz Haddad Maia     | 7:6(4), 6:7(2), 10–8 |
| Finalistka    | 6. | 8 stycznia 2023      | Adelaide     | Twarda       | Kateřina Siniaková | Asia Muhammad Taylor Townsend         | 2:6, 6:7(2)          |
| Zwyciężczyni  | 6. | 20 maja 2023         | Rzym         | Ceglana      | Elise Mertens      | Coco Gauff Jessica Pegula             | 6:4, 6:4             |
| Finalistka    | 7. | 25 czerwca 2023      | Birmingham   | Trawiasta    | Alycia Parks       | Marta Kostiuk Barbora Krejčíková      | 2:6, 6:7(7)          |
| Finalistka    | 8. | 16 lipca 2023        | Wimbledon    | Trawiasta    | Elise Mertens      | Hsieh Su-wei Barbora Strýcová         | 5:7, 4:6             |
| Zwyciężczyni  | 7. | 23 września 2023     | Guadalajara  | Twarda       | Elise Mertens      | Gabriela Dabrowski Erin Routliffe     | 3:6, 6:2, 10–4       |
| Zwyciężczyni  | 8. | 24 lutego 2024       | Dubaj        | Twarda       | Kateřina Siniaková | Nicole Melichar-Martinez Ellen Perez  | 6:4, 6:2             |
| Finalistka    | 9. | 16 marca 2024        | Indian Wells | Twarda       | Kateřina Siniaková | Hsieh Su-wei Elise Mertens            | 3:6, 4:6             |

### Gra mieszana 2 (2–0)
| Końcowy wynik | Nr | Data             | Turniej      | Nawierzchnia | Partner       | Przeciwnicy                             | Wynik finału   |
| ------------- | -- | ---------------- | ------------ | ------------ | ------------- | --------------------------------------- | -------------- |
| Zwyciężczyni  | 1. | 10 września 2022 | US Open      | Twarda       | John Peers    | Kirsten Flipkens Édouard Roger-Vasselin | 4:6, 6:4, 10–7 |
| Zwyciężczyni  | 2. | 14 marca 2024    | Indian Wells | Twarda       | Matthew Ebden | Caroline Garcia Édouard Roger-Vasselin  | 6:3, 6:3       |

## Finały turniejów WTA 125

### Gra pojedyncza 1 (0–1)
| Końcowy wynik | Nr | Data           | Turniej | Nawierzchnia | Przeciwniczka     | Wynik finału     |
| ------------- | -- | -------------- | ------- | ------------ | ----------------- | ---------------- |
| Finalistka    | 1. | 11 lutego 2024 | Mumbaj  | Twarda       | Darja Semeņistaja | 7:5, 6:7(6), 2:6 |

### Gra podwójna 1 (1–0)
| Końcowy wynik | Nr | Data        | Turniej | Nawierzchnia | Partnerka   | Przeciwniczki                 | Wynik finału |
| ------------- | -- | ----------- | ------- | ------------ | ----------- | ----------------------------- | ------------ |
| Zwyciężczyni  | 1. | 7 maja 2023 | Reus    | Ceglana      | Ellen Perez | Alexa Guarachi Erin Routliffe | 6:1, 7:6(8)  |

## Występy w Turnieju Mistrzyń

### W grze podwójnej
| Rok  | Rezultat | Partnerka     | Przeciwniczki                    | Wynik          |
| 2023 | Półfinał | Elise Mertens | Laura Siegemund Wiera Zwonariowa | 6:3, 3:6, 5–10 |

## Wygrane turnieje rangi ITF
| turnieje z pulą nagród 100 000 $   |
| turnieje z pulą nagród 75/80 000 $ |
| turnieje z pulą nagród 50/60 000 $ |
| turnieje z pulą nagród 40 000 $    |
| turnieje z pulą nagród 25 000 $    |
| turnieje z pulą nagród 15 000 $    |
| turnieje z pulą nagród 10 000 $    |

### Gra pojedyncza 5 (3–2)
| Rezultat     |    | Data       | Turniej          | ($)    | Naw.   | Przeciwniczka   | Wynik         |
| Zwyciężczyni | 1. | 10/02/2013 | Launceston       | 25 000 | Twarda | Shūko Aoyama    | 6:4, 6:4      |
| Finalistka   | 1. | 24/03/2013 | Ipswich          | 25 000 | Twarda | Jelena Pandžić  | 5:7, 6:2, 2:6 |
| Finalistka   | 2. | 04/10/2015 | Tweed Heads      | 15 000 | Twarda | Dalma Gálfi     | 2:6, 6:3, 1:6 |
| Zwyciężczyni | 2. | 03/11/2019 | City of Playford | 60 000 | Twarda | Lizette Cabrera | 6:3, 6:4      |
| Zwyciężczyni | 3. | 05/02/2023 | Burnie           | 60 000 | Twarda | Olivia Gadecki  | 6:4, 6:3      |

### Gra podwójna 22 (13–9)
| Rezultat     |     | Data       | Turniej             | ($)      | Naw.      | Partnerka         | Przeciwniczki                                   | Wynik          |
| Finalistka   | 1.  | 22/05/2011 | Landisville         | 10 000   | Twarda    | Brooke Rischbieth | Hsu Chieh-yu Nicola Slater                      | 5:7, 3:6       |
| Finalistka   | 2.  | 29/05/2011 | Sumter              | 10 000   | Twarda    | Ebony Panoho      | Bojana Bobusic Nicola Slater                    | 6:4, 5:7, 6–10 |
| Finalistka   | 3.  | 11/09/2011 | Alice Springs       | 25 000   | Twarda    | Brooke Rischbieth | Maria Fernanda Alves Samantha Murray            | 6:3, 5:7, 3–10 |
| Finalistka   | 4.  | 27/11/2011 | Bendigo             | 25 000   | Twarda    | Samantha Murray   | Stephanie Bengson Tyra Calderwood               | 6:2, 1:6, 5–10 |
| Finalistka   | 5.  | 22/03/2013 | Ipswich             | 25 000   | Twarda    | Viktorija Rajicic | Noppawan Lertcheewakarn Varatchaya Wongteanchai | 6:4, 1:6, 8–10 |
| Zwyciężczyni | 1.  | 06/07/2013 | Sacramento          | 50 000   | Twarda    | Naomi Broady      | Robin Anderson Lauren Embree                    | 6:3, 6:4       |
| Zwyciężczyni | 2.  | 01/02/2014 | Burnie              | 50 000   | Twarda    | Jarmila Gajdošová | Eri Hozumi Miki Miyamura                        | 6:4, 6:4       |
| Zwyciężczyni | 3.  | 12/07/2014 | Sacramento          | 50 000   | Twarda    | Darja Gawriłowa   | Maria Sanchez Zoe Gwen Scandalis                | 6:2, 6:1       |
| Finalistka   | 6.  | 27/06/2015 | Baton Rouge         | 25 000   | Twarda    | Chanel Simmonds   | Samantha Crawford Emily Harman                  | 6:7(4), 1:6    |
| Zwyciężczyni | 4.  | 25/07/2015 | Granby              | 50 000   | Twarda    | Jessica Moore     | Laura Robson Erin Routliffe                     | 7:5, 6:2       |
| Zwyciężczyni | 5.  | 10/10/2015 | Cairns              | 25 000   | Twarda    | Jessica Moore     | Jennifer Elie Asia Muhammad                     | 6:0, 6:3       |
| Finalistka   | 7.  | 18/06/2016 | Ilkley              | 50 000   | Trawiasta | An-Sophie Mestach | Yang Zhaoxuan Zhang Kailin                      | 3:6, 6:7(5)    |
| Zwyciężczyni | 6.  | 05/11/2016 | Canberra            | 50 000   | Twarda    | Jessica Moore     | Alison Bai Lizette Cabrera                      | 6:3, 6:4       |
| Zwyciężczyni | 7.  | 06/05/2017 | Wiesbaden           | 25 000   | Ceglana   | Vivian Heisen     | Diāna Marcinkēviča Rebeka Masarova              | 7:5, 5:7, 10–8 |
| Zwyciężczyni | 8.  | 10/06/2017 | Surbiton            | 100 000  | Trawiasta | Monique Adamczak  | Chang Kai-chen Marina Erakovic                  | 7:5, 6:4       |
| Finalistka   | 8.  | 09/03/2019 | Mildura             | 25 000   | Trawiasta | Olivia Rogowska   | Alana Parnaby Alicia Smith                      | 6:3, 3:6, 8–10 |
| Zwyciężczyni | 9.  | 11/05/2019 | Rzym                | 25 000   | Ceglana   | Arina Rodionowa   | Gabriela Cé Cristina Dinu                       | 6:2, 6:3       |
| Zwyciężczyni | 10. | 19/05/2019 | La Bisbal d’Empordà | 60 000+H | Ceglana   | Arina Rodionowa   | Dalma Gálfi Georgina García Pérez               | 6:4, 6:4       |
| Zwyciężczyni | 11. | 02/11/2019 | City of Playford    | 60 000   | Twarda    | Asia Muhammad     | Naiktha Bains Tereza Mihalíková                 | 6:3, 6:4       |
| Zwyciężczyni | 12. | 31/01/2020 | Burnie              | 60 000   | Twarda    | Ellen Perez       | Desirae Krawczyk Asia Muhammad                  | 6:3, 6:2       |
| Zwyciężczyni | 13. | 08/05/2021 | Charleston          | 100 000  | Ceglana   | Catherine McNally | Eri Hozumi Miyu Katō                            | 7:5, 4:6, 10–6 |
| Finalistka   | 9.  | 19/06/2021 | Nottingham          | 100 000  | Trawiasta | Priscilla Hon     | Monica Niculescu Elena-Gabriela Ruse            | 5:7, 5:7       |